# رميلة (غرناطة)
رُمَيْلَة هي قرية في مقاطعة غرناطة في إسبانيا.